# کسر استاندارد
کسر استاندارد (انگلیسی: Standard deduction) یک مبلغ ثابت است که توسط دولت تعیین می‌شود و مالیات‌دهندگان می‌توانند به جای کسر جزء به جزء، آن را از درآمد مشمول مالیات خود کسر کنند. این مبلغ به وضعیت تأهل و تعداد افراد تحت تکفل مالیات دهنده بستگی دارد و هر ساله با توجه به تورم تنظیم می‌شود. کسر استاندارد برای ساده‌تر کردن فرایند تشکیل پرونده مالیاتی برای اکثر مالیات‌دهندگان طراحی شده است، زیرا نیازی به پیگیری و مستندسازی هزینه‌های واجد شرایط نیست. با این حال، اگر مجموع کسورات جزء به جزء مالیات دهنده بیشتر از کسر استاندارد باشد، استفاده از کسر جزء به جزء برای او سودمندتر خواهد بود.